# Supercell (azienda)
Supercell è un'azienda finlandese produttrice di videogiochi, fondata il 14 maggio 2010 ad Helsinki. Dal 2016 il pacchetto di maggioranza è di proprietà della società cinese Tencent.
Il primo gioco della compagnia fu Gunshine.net, che fu rimosso dopo un anno e 5 mesi dalla pubblicazione. A partire dal 2011, la Supercell ha cominciato a sviluppare giochi per dispositivi mobili: Hay Day, Clash of Clans, Boom Beach, Clash Royale, Brawl Stars, Squad Busters e mo.co. Questi giochi hanno riscosso sin dalla data di lancio un notevole successo, consentendo all'azienda di ricavare circa 3 milioni di dollari statunitensi al giorno (2014).

## Storia
Nel 2011 la società Accel Partners investì circa 12 milioni di dollari nel progetto Supercell.
L'azienda divenne nota al pubblico per il videogioco Gunshine.net, disponibile per tutti i maggiori sistemi operativi, per poi passare a sviluppare giochi esclusivamente per iOS. Il secondo videogioco fu Clash of Clans, seguente a Hay Day. Entrambi ottennero molto più successo del primo, facendo incassare all'azienda, secondo Forbes, circa 100 milioni di dollari statunitensi nel 2012 e 179 milioni solo nel primo trimestre del 2013. Ad ottobre 2013 la compagnia giapponese GungHo Online Entertainment e la SoftBank acquistarono il 51% dell'azienda investendo 2,1 miliardi di dollari statunitensi. Il 26 marzo 2014 Supercell pubblicò Boom Beach per iOS e il 14 giugno dello stesso anno pubblicò la versione Android. Il 4 gennaio 2016 rilasciò la versione pre-release di Clash Royale disponibile solo per gli store iOS e Android di alcuni paesi. Il gioco è stato pubblicato il 2 marzo 2016 con la versione 1.2.1. Poi, nel 2017 fece uscire Brawl Stars, inizialmente disponibile solo in alcuni paesi e poi pubblicato globalmente il 12 dicembre 2018. 
Il 26 agosto 2019 ha pubblicato la versione beta di Rush Wars disponibile negli store di Android e iOS solo in alcuni paesi, ma il 5 novembre viene comunicato che il gioco non sarebbe stato continuato e che sarebbe stato subito rimosso dagli store il 30 novembre 2019. Infine il 20 marzo 2020 viene pubblicato Hay Day Pop in versione beta per Android e iOS solo in alcuni paesi; nonostante ciò, il 30 novembre è stata comunicata la notizia che lo sviluppo del gioco sarebbe stato interrotto, e rimosso dagli store. Inoltre la società annuncia anche la chiusura dei server del gioco prevista per il 1 febbraio 2021.
Frattanto, durante il 2016 la società è acquistata, per l’ingente cifra di 8,6 miliardi di dollari statunitensi, dalla holding cinese Tencent Holdings (già proprietaria di WeChat).
Nel 2021 la Supercell annuncia tre nuovi giochi a tema Clash: Clash Quest, Clash Mini e Clash Heroes (quest'ultimo sviluppato con Unreal Engine). 
Il 17 agosto 2022 l'azienda annuncia la chiusura di Clash Quest, poiché non ha raggiunto gli standard di qualità richiesti.
Nel 2023 la Supercell annuncia Squad Busters, il quale racchiude tutti i mondi Supercell, successivamente pubblicato il 29 maggio 2024.
Il 17 marzo 2025, dopo alcune vecchie fasi di test, Supercell annuncia il rilascio di Mo.co globalmente, tramite alcuni codici QR distribuiti ai creatori ufficiali

## ClashCon
Il 27 luglio 2015 Supercell annuncia la prima conferenza dedicata a Clash of Clans e ai loro giocatori, tenutasi il 24 ottobre 2015 a Helsinki.

## Videogiochi prodotti
| Titolo                                         | Sistema               | Data di rilascio                                                       | Data di chiusura  |
| ---------------------------------------------- | --------------------- | ---------------------------------------------------------------------- | ----------------- |
| Gunshine.net (poi Zombies Online)              | Browser Game          | 2011                                                                   | 20 novembre 2012  |
| Pets vs Orcs                                   | iPhone, iPad, Android | 2012                                                                   | 2012              |
| Battle Buddies                                 | iPhone, iPad, Android | 2012                                                                   | 2012              |
| Hay Day                                        | iPhone, iPad, Android | iPhone, iPad: 21 giugno 2012 Android: 21 novembre 2013                 | -                 |
| Clash of Clans                                 | iPhone, iPad, Android | iPhone, iPad: 2 agosto 2012 Android: 3 ottobre 2013                    | -                 |
| Boom Beach                                     | iPhone, iPad, Android | iPhone, iPad: 8 novembre 2013 Android: 18 giugno 2014                  | -                 |
| Spooky pop                                     | iPhone, iPad, Android | dicembre 2014                                                          | maggio 2015       |
| Smash Land                                     | iPhone, iPad, Android | 1 aprile 2015                                                          | 1 settembre 2015  |
| Clash Royale                                   | iPhone, iPad, Android | 2 marzo 2016                                                           | -                 |
| Brawl Stars                                    | iPhone, iPad, Android | iPhone, iPad: 12 dicembre 2018 9 giugno 2020 Android: 12 dicembre 2018 | -                 |
| Rush Wars                                      | iPhone, iPad, Android | 26 agosto 2019                                                         | 30 novembre 2019  |
| Hay Day Pop                                    | iPhone, iPad, Android | 16 marzo 2020                                                          | 1 febbraio 2021   |
| Clash Quest                                    | iPhone, iPad, Android | 6 aprile 2021                                                          | 29 settembre 2022 |
| Clash Mini                                     | iPhone, iPad, Android | 8 novembre 2021                                                        | 25 aprile 2024    |
| Everdale                                       | iPhone, iPad, Android | 23 agosto 2021                                                         | 31 ottobre 2022   |
| Boom Beach: Frontlines                         | iPhone, iPad, Android | 19 ottobre 2022                                                        | 16 gennaio 2023   |
| Flood Rush                                     | iPhone, iPad, Android | 29 maggio 2023                                                         | 24 agosto 2023    |
| Mo.co                                          | iPhone, iPad, Android | 25 ottobre 2023                                                        | -                 |
| Squad Busters                                  | iPhone, iPad, Android | 29 maggio 2024                                                         | -                 |
| Project R.I.S.E (precedentemente Clash Heroes) | -                     | -                                                                      | -                 |